# Santiago Comaltepec
Santiago Comaltepec är en kommun i Mexiko.   Den ligger i delstaten Oaxaca, i den sydöstra delen av landet, 400 km sydost om huvudstaden Mexico City.
Följande samhällen finns i Santiago Comaltepec:
- Soledad Tectitlán
- La Esperanza